# Драгіня Вуксанович
 Драгіня Вуксанович (чорн. Draginja Vuksanović; нар. 7 квітня 1978, Бар, СР Чорногорія, СФР Югославія) — чорногорська юристка, політична діячка і професорка права в університеті Чорногорії. Вона є нинішнім членом парламенту та президентом соціал-демократичної партії. На президентських виборах 2018 року вона стала першою в історії країни жінкою-кандидатом у президенти, посівши при цьому третє місце у підсумку.

## Біографія
Вуксанович закінчила юридичний факультет університету Чорногорії в 2000 році, здобувши ступінь магістра в 2005 році, а докторський ступінь — у 2011 році в цьому ж університеті. Вона працює професором юридичного факультету та факультету драматичного мистецтва Університету Чорногорії. Вона розмовляє французькою та англійською мовами, а також використовує італійську та іспанську мови.

## Політична кар'єра
Драгіня Вуксанович є членом Соціал-демократичної партії Чорногорії (СДП) і членом парламенту Чорногорії з 2012 року. У березні 2018 року Вуксанович оголосила про свою участь у майбутніх президентських виборах. Вона була висунута Соціал-демократичною партією та підтримана DEMOS, як перша кандидатка в президенти в історії Чорногорії. Вуксанович посіла третє місце на виборах, набравши 8,2 % голосів.
29 червня 2019 року Вуксанович була обрана президентом Соціал-демократичної партії, що зробило її єдиною на той час жінкою-президентом чорногорської політичної партії.